# Дигач біловолий
Дигач біловолий (Ramphocinclus brachyurus) — вид горобцеподібних птахів родини пересмішникових (Mimidae).

## Поширення
Вид поширений лише на двох невеликих антильських островах — Мартиніка та Сент-Люсія. Живе у тропічних сухих просторих лісах і чагарниках. Популяція, за оцінками, налічує 200—400 особин на Мартиніці та 1130 зрілих особин на Сент-Люсії.

## Опис
Птах завдовжки 20-25 см, вагою від 48 до 60 г залежно від статі та підвиду. Оперення темно-коричневе з білим горлом, грудьми та животом. Дзьоб у нього темний і довгий і злегка зігнутий на кінчику. У районі лоруму він має кілька щетинок між червоними очима та ніздрями. Ноги чорні, міцні та довгі.

## Спосіб життя
Птах харчується наземними членистоногими, дрібними хребетними, дрібними плодами і ягодами. Поживу шукає на землі. Сезон розмноження — з квітня по серпень. Кооперативне гніздування виявлено на обох островах. Гніздо — це недбало зроблена відкрита чашка з паличок та листя. У кладці 2-3 яєць рівномірно синьо-зеленого кольору. Інкубація триває 14 днів, а молодняк залишається в гнізді протягом 12 днів після вилуплення.

## Підвиди
- R. b. brachyurus (Vieillot, 1818) — Мартиніка; трапляється лише на півострові Каравелла на площі близько 5 км², на решті території він вимер.
- R. b. sanctaeluciae Cory, 1887 — Сент-Люсія; поширений на сході острова.